# Бежвник (гміна)
Гміна Бежвник (пол. Gmina Bierzwnik) — сільська гміна у північно-західній Польщі. Належить до Хощенського повіту Західнопоморського воєводства.
Станом на 31 грудня 2011 у гміні проживало 4868 осіб.

## Територія
Згідно з даними за 2007 рік площа гміни становила 238.92 км², у тому числі:
- орні землі: 36.00%
- ліси: 53.00%

Таким чином, площа гміни становить 17.99% площі повіту.

## Населення
Станом на 31 грудня 2011:
| Опис     | Загалом | Загалом | Чоловіки | Чоловіки | Жінки | Жінки |
| -------- | ------- | ------- | -------- | -------- | ----- | ----- |
| одиниця  | осіб    | %       | осіб     | %        | осіб  | %     |
| все      | 4868    | 100     | 2500     | 51.36    | 2368  | 48.64 |
| міське   | 0       | 100     | 0        |          | 0     |       |
| сільське | 4868    | 100     | 2500     | 51.36    | 2368  | 48.64 |

## Сусідні гміни
Гміна Бежвник межує з такими гмінами: Добеґнев, Дравно, Кшенцин, Стшельце-Краєнське, Хощно.